# Schijnaar

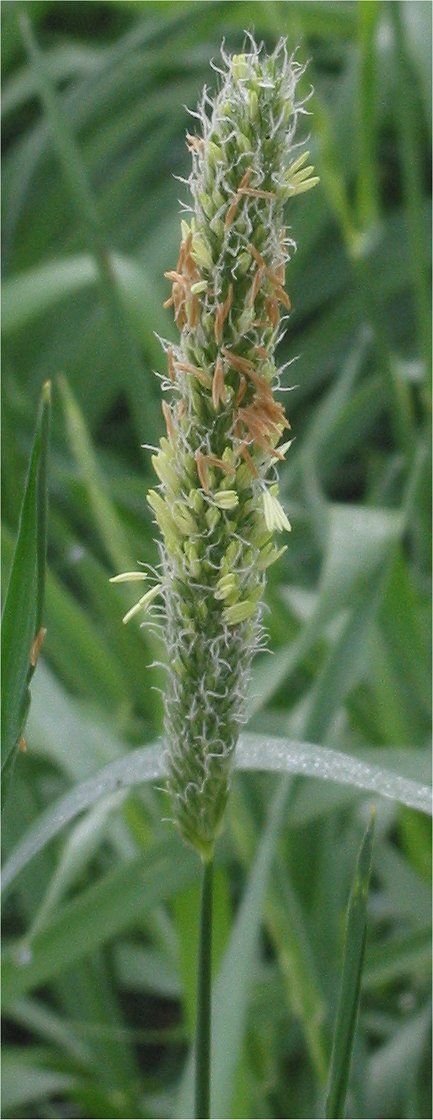
Schijnaar van timothee

Een schijnaar is een thyrsus bloeiwijze, waarbij de zijassen sterk verkort zijn en daardoor op een aar lijkt.
Bij de grassen zijn de zijassen vaak kort, waardoor een walsvormige of hoofdachtige pluim (aarpluim of schijnaar) gevormd wordt, zoals bij timothee en grote vossenstaart.
Bij de lipbloemigen komen schijnaren voor, die uit schijnkransen bestaan.

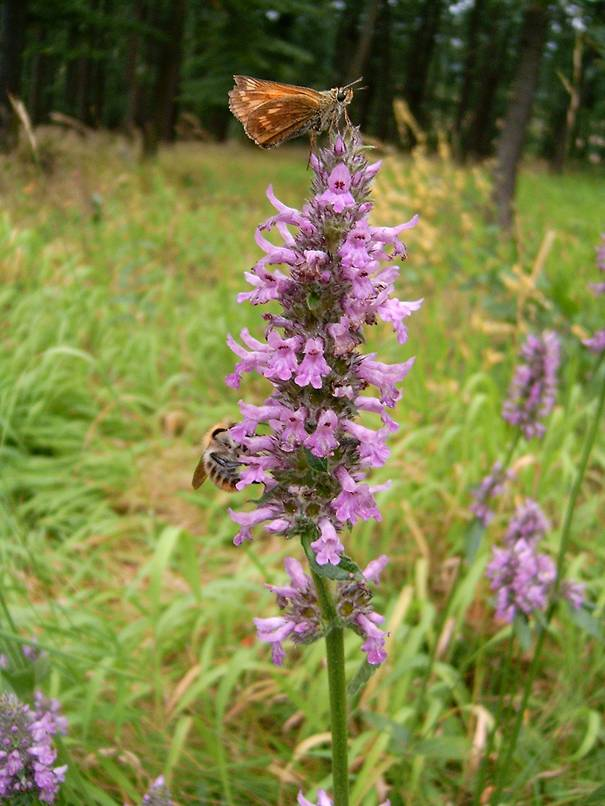
Schijnaar van betonie